# Basket-ball aux Jeux olympiques d'été de 1964
Navigation
Rome 1960 Mexico 1968
Résultats du tournoi de basket-ball aux Jeux olympiques d'été de 1964 à Tōkyō.

## Podium
| Or | Argent | Bronze |
| États-Unis Jim Barnes Bill Bradley Larry Brown Joe Caldwell Mel Counts Richard Davies Walt Hazzard Lucious Jackson Pete McCaffrey Jeff Mullins Jerry Shipp George Wilson | URSS Armenak Alachachyan Nikolaï Baglei Viacheslav Khrynin Jānis Krūmiņš Yury Korneev Juris Kalniņš Jaak Lipso Levan Moseshvili Valdis Muižnieks Aleksandr Petrov Aleksandr Travin Gennadi Volnov | Brésil Edson Bispo dos Santos Friedrich Braun Carmo de Souza Carlos Domingos Massoni Wlamir Marques Victor Mirshauswka Amaury Pasos Ubiratan Pereira Maciel Antônio Salvador Sucar Jatyr Eduardo Schall José Edvar Simões Sérgio de Toledo Machado |

## Compétition

### Hommes

#### Classement 1 à 4
|  | Tour de classement | Tour de classement |          |    | 1re place | 1re place |
|  | Tour de classement | Tour de classement |          |    | 1re place | 1re place |
|  |                    |                    |          |    |           |           |
|  |                    |                    |          |    |           |           |
|  |                    |                    |          |    |           |           |
|  | URSS               | 53                 |          |    |           |           |
|  | URSS               | 53                 |          |    |           |           |
|  | Brésil             | 47                 |          |    |           |           |
|  | Brésil             | 47                 | URSS     | 59 |           |           |
|  |                    |                    | URSS     | 59 |           |           |
|  |                    | États-Unis         | 73       |    |           |           |
|  | États-Unis         | États-Unis         | 73       | 62 |           |           |
|  | États-Unis         |                    |          | 62 |           |           |
|  | Porto Rico         | 42                 |          |    |           |           |
|  | Porto Rico         | 42                 | 3e place |    |           |           |
|  |                    |                    |          |    |           |           |
|  |                    |                    |          |    |           |           |
|  |                    |                    |          |    |           |           |
|  | Brésil             | 76                 |          |    |           |           |
|  | Brésil             | 76                 |          |    |           |           |
|  | Porto Rico         | 60                 |          |    |           |           |
|  | Porto Rico         | 60                 |          |    |           |           |

Source : Maxi-Basket